# Witoorkatvogel
De witoorkatvogel (Ailuroedus buccoides) is een vogel uit de familie der prieelvogels (Ptilonorhynchidae). De vogel werd in 1835 door Coenraad Jacob Temminck als Kitta buccoides beschreven en verzameld aan de Tritonbaai (baie de Lobo) tijdens de expeditie naar Nieuw-Guinea in 1828.
Het is een endemische vogelsoort uit Nieuw-Guinea. De bruinkapkatvogel (A. geislerorum) en de kaneelborstkatvogel (A. stonii) worden ook wel als ondersoorten beschreven van de witoorkatvogel.

## Beschrijving
De vogel is 25 cm lang, van boven groen gekleurd en bleek geelbruin met zwarte stippen op de borst en buik. De wangen zijn wit en de kopkap is zwart of donkerbruin. Het is een zeer schuwe, maar luidruchtige vogel die vooral aan het geluid kan worden herkend.

## Verspreiding en leefgebied
Deze soort komt voor in het westen van Nieuw-Guinea van de Raja Ampat-eilanden tot het zuidoosten van de Geelvinkbaai. Het leefgebied bestaat uit dichtbegroeide regenwouden. Witoorkatvogels voeden zich met vruchten en kleine diertjes. Van de vogel is bekend dat hij in netten gevangen kleine vogels doodt en opeet.

## Status
De witoorkatvogel heeft een groot verspreidingsgebied en daardoor is de kans op de status kwetsbaar (voor uitsterven) gering. De grootte van de wereldpopulatie is niet gekwantificeerd. Men veronderstelt dat de soort in aantal stabiel is. Om deze redenen staat deze katvogel als niet bedreigd op de Rode Lijst van de IUCN.